# Омар Ас-Сома
Омар Ас-Сома (араб. عمر السومة, нар. 28 березня 1989, Дайр-ез-Заур) — сирійський футболіст, нападник клубу «Аль-Аглі».
Виступав, зокрема, за клуби «Аль-Фотува» та «Аль-Кадісія», а також національну збірну Сирії.

## Клубна кар'єра
У дорослому футболі дебютував 2008 року виступами за команду клубу «Аль-Фотува», в якій провів три сезони, взявши участь у 39 матчах чемпіонату. У складі команди був одним з головних бомбардирів команди, маючи середню результативність на рівні 0,56 голу за гру першості.
Своєю грою за цю команду привернув увагу представників тренерського штабу кувейтського клубу «Аль-Кадісія», до складу якого приєднався 2011 року. Відіграв за кувейтську команду наступні три сезони своєї ігрової кар'єри. Більшість часу, проведеного у складі «Аль-Кадісії», був основним гравцем атакувальної ланки команди. В новому клубі був серед найкращих голеодорів, відзначаючись забитим голом в середньому щонайменше у кожній другій грі чемпіонату.
До складу клубу «Аль-Аглі» приєднався 2014 року. Відтоді встиг відіграти за саудівську команду 70 матчів в національному чемпіонаті.

## Виступи за збірні
Протягом 2007–2012 років залучався до складу молодіжної збірної Сирії. На молодіжному рівні зіграв у 14 офіційних матчах, забив 6 голів.
У 2012 році дебютував в офіційних матчах у складі національної збірної Сирії.

## Титули і досягнення
- Чемпіон Кувейту (2):

«Аль-Кадісія»: 2011-12, 2013-14
- Володар Кубка Еміра Кувейту (2):

«Аль-Кадісія»: 2011-12, 2012-13
- Володар Кубка наслідного принца Кувейту (2):

«Аль-Кадісія»: 2012-13, 2013-14
- Володар Кубка Федерації футболу Кувейту (1):

«Аль-Кадісія»: 2013-14
- Володар Суперкубка Кувейту (2):

«Аль-Кадісія»: 2013, 2014
- Володар Кубка АФК (1):

«Аль-Кадісія»: 2014
- Чемпіон Саудівської Аравії (1):

«Аль-Аглі»: 2015-16
- Володар Королівського кубка Саудівської Аравії (1):

«Аль-Аглі»: 2015-16
- Володар Кубка наслідного принца Саудівської Аравії (1):

«Аль-Аглі»: 2014-15
- Володар Суперкубка Саудівської Аравії (1):

«Аль-Аглі»: 2016
- Володар Кубка Еміра Катару (1):

«Аль-Арабі»: 2023
Збірні
- Переможець Чемпіонату Західної Азії: 2012